# Маргарин

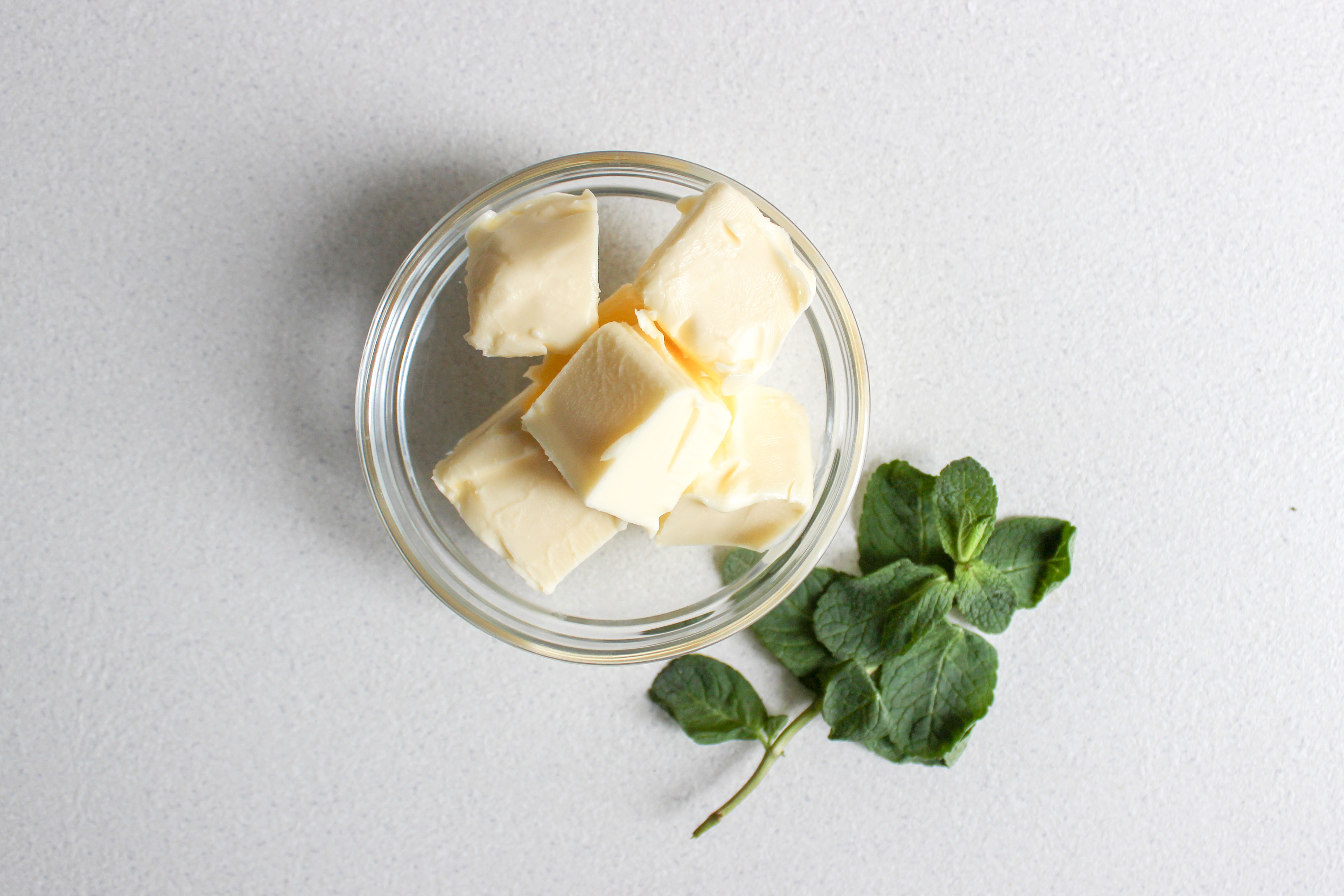
Маргарин

Маргари́н (фр. margarine < греч. margaros — перламутр) — эмульсионный жировой продукт с массовой долей жира не менее 20 %, состоящий из немодифицированных и (или) модифицированных растительных масел с (или без) животными жирами, с (или без) жирами рыб и морских млекопитающих, воды с добавлением или без добавления молока и (или) продуктов его переработки, пищевых добавок и других пищевых ингредиентов.

## История

### Изобретение
История маргарина насчитывает более двух веков. Название появилось в 1813 году, когда французский химик-органик, один из создателей метода анализа органической химии Мишель Эжен Шеврёль открыл «маргариновую кислоту» (от др.-греч. μαργαρίτης «жемчужина», жемчужные отложения жирных кислот). Существовало мнение, что маргариновая кислота является одной из трёх жирных кислот, которые в своей комбинации формируют большинство животных жиров. Некоторые источники утверждали, что это олеиновая кислота или стеариновая кислота. В 1853 году немецкий химик Вильгельм Хайнц обнаружил, что «маргариновая кислота» на самом деле являлась смесью стеариновой (октадекановой) кислоты с ранее неизвестной пальмитиновой (гексадекановой) кислотой. Сегодня маргариновой кислотой называют одну из карбоновых кислот — С17, гептадекановую кислоту.
В 1869 году французский император Наполеон III предложил вознаграждение тому, кто сделает низкобюджетный и качественный заменитель сливочного масла, ориентированный на потребление армией страны. Французский химик Ипполит Меже-Мурье предложил эмульгировать низкоплавкую часть говяжьего жира с молоком в присутствии сычужной вытяжки из коровьего желудка и назвал полученный продукт «олеомаргарин» (название потом было сокращено до современного названия продукта — «маргарин»). Олеомаргарин получали, удаляя неотверждённую жидкую фазу очищенного растительного масла под давлением, с дальнейшим охлаждением, что приводило к застыванию продукта. После добавления трибутирина и воды получался экономичный аналог сливочного масла.

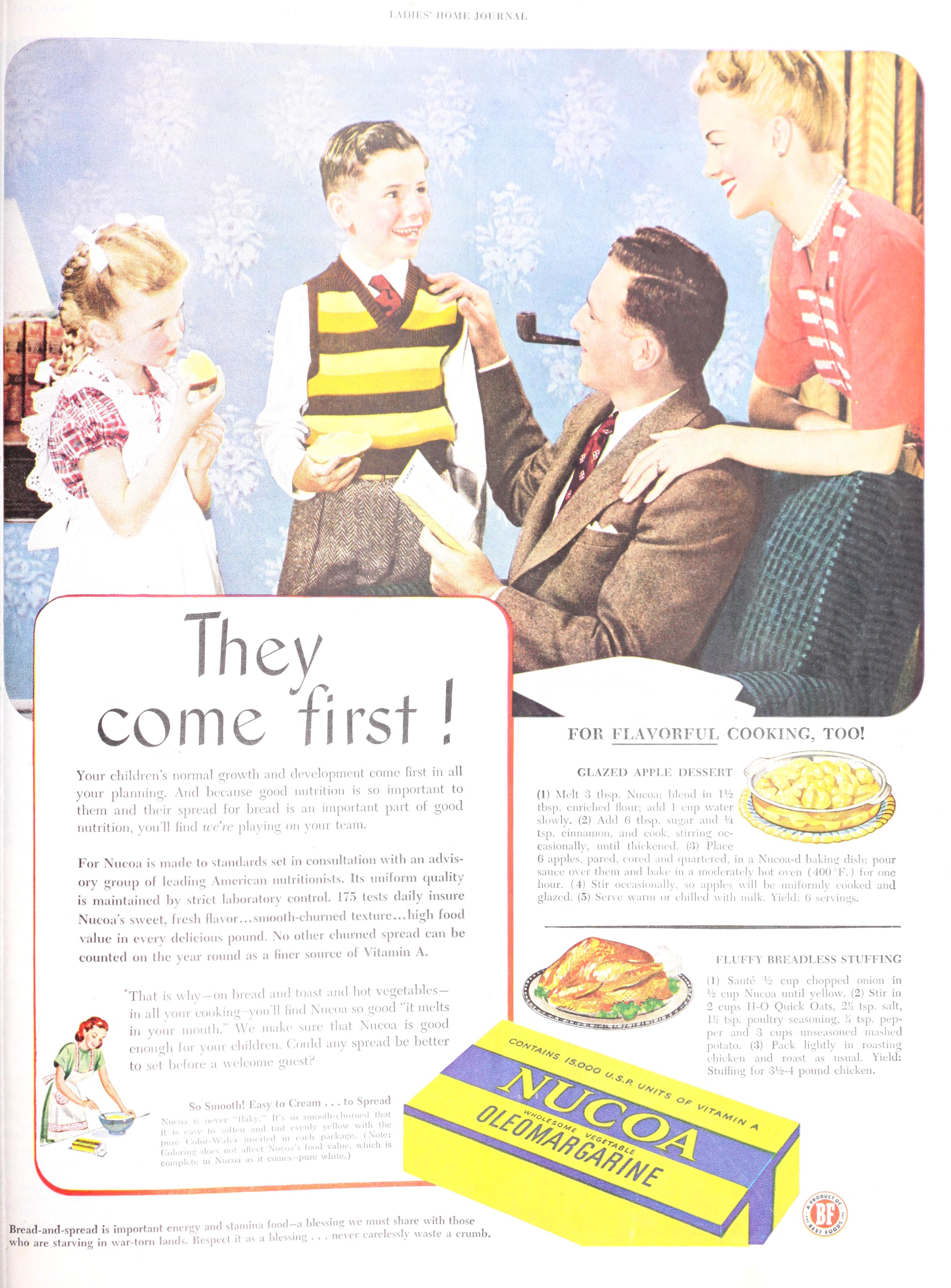
Реклама маргарина в журнале The Ladies' home journal (1947)

3 января 1871 года американский бизнесмен Генри Брэдли запатентовал маргарин. Продажи вскоре превратились в большой бизнес. Уже через 10 лет производилось до 50 000 фунтов маргарина в день. К концу XIX века продукт продавался повсеместно как в Старом, так и в Новом Свете.

### Распространение и регулирование в США
Начиная с 1880-х годов в маргариновой индустрии доминировали две основные тенденции: с одной стороны, улучшение качества продукта через совершенствование производственного процесса, с другой — ожесточённая борьба с молочной промышленностью. Уже в 1877 году некоторые штаты в США издали законы, ограничивающие продажу маргарина. К середине 1880-х годов федеральное правительство США установило налог в размере двух центов за фунт и ввело обязательную высокую плату за лицензию на производство и продажу маргарина. Требования к маркировке маргариновой продукции также были ужесточены.
Ключевым фактором снижения продаж маргарина и роста популярности сливочного масла стало введение ограничений на цвет. Естественным цветом маргарина является белый или почти белый. Запрет на добавление красителей отпугнул часть покупателей, привыкших к светло-жёлтому оттенку, как у масла. Аналогичные запреты быстро распространились по всему миру и длились на протяжении почти ста лет. К примеру, в Австралии продажа окрашенного маргарина стала легальной только в 1960-х годах, а в провинции Квебек (Канада) продажа маргарина с красителями признана законной лишь с 2008 года.
В США запреты на окрашивание маргарина начались с «молочных штатов» Нью-Йорка и Нью-Джерси. Появились даже законы, обязывавшие производителей маргарина добавлять розовый краситель, чтобы придать продукту непривлекательный вид, однако эти законы были отменены Верховным судом США. К началу XX века лишь в некоторых штатах, где проживало около 20 % американцев, можно было купить жёлтый маргарин, но при этом из-за налогов он был дороже белого. Помимо нелегального распространения окрашенного маргарина производители начали продавать капсулы с красителем, чтобы домохозяйки могли подмешать жёлтый цвет в маргарин перед сервировкой. Тем не менее, регулирование и налоги всё же имели значительный эффект: к примеру, поправки в так называемый «Маргариновый акт 1902 года» снизили потребление продукта с 54 тыс. тонн до 22 тыс. тонн (со 120 млн до 48 млн фунтов). Но уже к концу первого десятилетия XX века популярность маргарина вновь выросла.
С началом Первой мировой войны потребление маргарина чрезвычайно быстро увеличилось даже в малозадействованных в войне регионах США. В странах, расположенных максимально близко к боевым действиям, молочные продукты стали недоступными и строго нормировались. Великобритания, к примеру, зависела от импорта масла из Австралии и Новой Зеландии, а риск атак подводных лодок не позволял наращивать поставки. Таким образом, во времена Первой мировой войны маргарин стал основным масложировым продуктом.
Великая депрессия в США принесла новую волну «молочного» законодательства. Но Вторая мировая война опять вернула маргарин в широкий обиход. В Германии ещё до начала войны маргарин стал наиболее широко используемым твёрдым пищевым жиром.
После войны ограничения на маргарин стали понемногу сниматься. К 1953 году потребление маргарина в США превысило потребление сливочного масла. Популярности продукту придавало и развитие культуры питания и диетологии. Последним штатом, снявшим ограничения, стал Висконсин в 1967 году. Тем не менее, в законодательстве США до сих пор остались следы маргариновых ограничений: «Акт о продуктах, медицинских препаратах и косметике» запрещает розничную торговлю маргарином в упаковке массой более одного фунта (454 г).

Маргарин стал неотъемлемой частью американского рациона. Например, в США в 1930 году средний потребитель съедал около 8 кг (18 фунтов) масла в год и немного больше 0,9 кг (2 фунтов) маргарина. Но к концу XX века потребление масла снизилось до 1,8 кг (4 фунтов), а маргарина увеличилось до 3,6 кг (8 фунтов).
Новый виток в развитии производства маргарина начался с исследований, проведённых в конце XX века. Они связали риск развития ишемической болезни сердца с употреблением в пищу транс-изомеров жирных кислот, являющихся побочным продуктом гидрогенизации жиров (см. § Влияние на здоровье).

### Распространение и регулирование в СССР
В СССР маргариновое производство было налажено в 1930-х годах под руководством изобретателя техники для извлечения растительных масел С. С. Ильина (1881—1965), который стажировался в Германии.
В 1930 году в Москве начал свою работу первый в Советском Союзе завод по производству маргаринов (на 2020 год его собственником является компания Unilever). В том же году был введён в эксплуатацию «Ленинградский маргариновый завод № 2», разместившийся на территории завода «Красная звезда № 5». Уже к 1940 году совокупные мощности советского маргаринового производства позволяли выпускать около 120 тыс. тонн маргарина в год (по 0,7 кг на человека в год).
Из-за кризиса, начавшегося ещё в период перестройки, сливочное масло стало дефицитом и его заменил маргарин.
Имидж дешёвого заменителя сливочного масла в России маргарин приобрёл в конце века. В 1990-е годы Госстандарт РФ разрешал каждому предприятию разрабатывать для себя нормативно-техническую документацию на производство. На прилавки потоком хлынули продукты низкого качества с дезинформирующими названиями типа «Масло мягкое», «Кремлёвское», «Крестьянское особое» и т. д., которые повсеместно выдавали за сливочное масло, но по сути являлись фальсификацией.
С тех пор на порядок усовершенствовались технологии производства, постоянно ведётся работа по улучшению состава маргарина, изменилась технология производства гидрогенизированных жиров с целью уменьшения в них транс-изомеров жирных кислот. С 1 января 2018 года, согласно «Техническому регламенту на масложировую продукцию», транс-изомеров жирных кислот в продуктах переработки растительных масел и животных жиров должно быть не больше 2 % от содержания жира. Ранее допускалось содержание транс-изомеров до 20 %.
В 2018 году производство маргарина в России снизилось в сравнении с 2017 годом на 8,9 % (до уровня 486 тысяч тонн), в 2019 году по отношению к 2018 году выпуск упал ещё на 7,0 %. Основной товарный поток российской маргариновой продукции традиционно направлен в страны СНГ. Также в последние годы отмечается активное сотрудничество отечественных жировых комбинатов с сербскими, монгольскими и китайскими партнёрами.
Несмотря на то что Россия является одним из крупнейших производителей маргарина, его розничное потребление внутри страны ниже среднемирового показателя: маргарин регулярно используют только 26 % российских семей.
Наиболее активными потребителями маргариновой продукции в России являются кондитерская, хлебопекарная отрасли и гостинично-ресторанный бизнес, в то время как население употребляет непосредственно в пищу всего лишь 7,7 % от общего объёма выпуска маргаринов.

## Производство маргарина

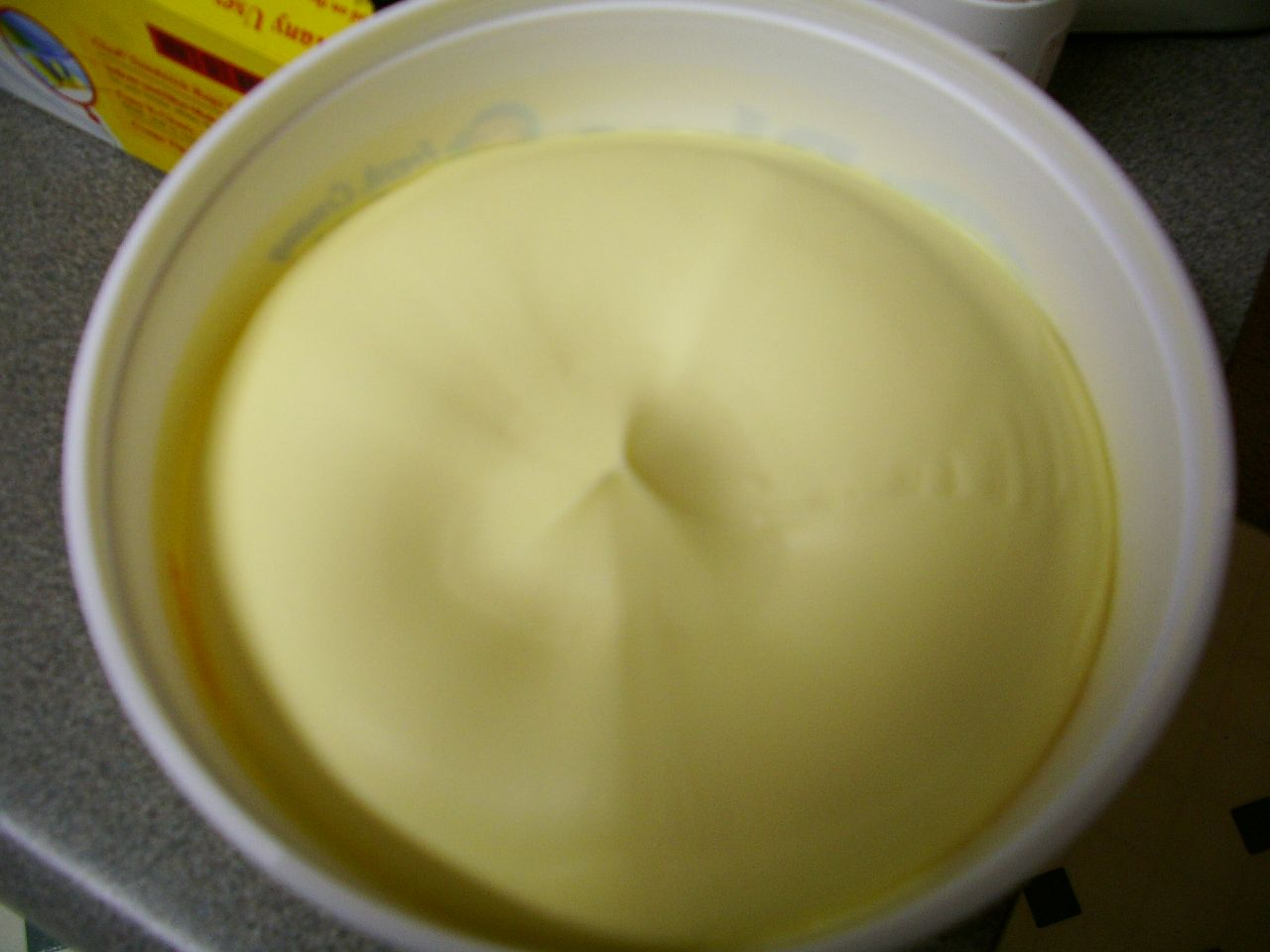
Мягкий маргарин

В 1897 году французский химик Поль Сабатье открыл метод каталитического гидрирования соединений углерода, а также впервые получил насыщенную стеариновую кислоту. В прикладном отношении это дало возможность превращать жидкие жиры в твёрдые. В 1912 году он получил за свои работы Нобелевскую премию.
В 1901 году немецкий химик Вильгельм Норман модифицировал процедуру гидрирования жиров. Отверждение жиров не в газообразной, а в жидкой форме оказалось доступно в промышленных масштабах. Так зародилась технология гидрогенизации — до недавнего времени основной метод глубокой переработки растительных масел.
Маргарин является эмульсией воды в масле, содержащей распределённые капли воды диаметром 5—10 мкм.
В производстве маргарина используют два вида сырья: основное и дополнительное. К основному сырью можно отнести жировую основу маргарина. Это могут быть как твёрдые, так и жидкие растительные масла и жиры. Для них очень важны такие показатели как легкоплавкость, намазываемость, пластичность. К вспомогательному сырью обычно относят соль, сахар, воду, эмульгаторы, ароматизаторы, красители и другие компоненты, которые используют для придания цвета, текстуры и вкуса.
Жировая основа — наиболее существенная и важная составная часть маргарина, она определяет структурные и органолептические свойства готового продукта.
В качестве сырья для жировой основы маргарина могут использоваться различные растительные масла как в натуральном виде, так и прошедшие модификацию. Широко применявшаяся гидрогенизация обладала одним существенным недостатком — повышенным образованием транс-изомеров ненасыщенных жирных кислот. Введение ограничений по содержанию транс-изомеров жирных кислот не более 2 % в масложировой продукции потребовало от производителей изменения методов и технологий производства. Теперь основными технологиями для производителей масложировой продукции стали переэтерификация и фракционирование. Данные методы производства жиров не приводят к образованию большого количества транс-изомеров.

### Технология производства маргарина
Основными технологическими этапами производства маргарина являются: эмульгирование, пастеризация, кристаллизация и упаковка, темперирование и хранение.
Эмульгирование — распределение одной жидкости в другой в виде капель в специальных смесителях (премиксах) при интенсивном перемешивании. Готовность эмульсии определяется визуально. Для этого в небольшое количество холодной воды в стакане необходимо капнуть несколько капель маргариновой эмульсии. Если капля сохраняет свою форму — эмульсия готова, если «разбегается» на мелкие фрагменты — следует продолжить эмульгирование.
Пастеризация маргариновой эмульсии — контролируемая тепловая обработка продуктов, предназначенная для предотвращения микробиологической порчи.
Кристаллизация эмульсии происходит при охлаждении в строго контролируемых условиях, и полученной таким образом пластичной массе придают товарную форму.
После переохлаждения производят дополнительную механическую обработку для декристаллизации структуры, что способствует получению высокопластичного продукта. Твёрдая и жидкая фракции жира распределяются равномерно, готовый маргарин не теряет текучести и при наливе в короба приобретает пластичную консистенцию.
Темперирование — улучшение структуры маргарина, позволяющее ему при последующем хранении сохранять однородную консистенцию. Медленная кристаллизация при темперировании благоприятна для роста β’-кристаллов, что способствует повышению пластичности и, следовательно улучшению взбиваемости и функциональных свойств, важных при выпечке.
Оптимальная температура хранения маргариновой продукции устанавливает производитель. Маргариновая продукция легко поглощает посторонние запахи, поэтому её следует хранить в специальных помещениях, не допуская присутствия рядом продуктов с ярко выраженным ароматом.

## Ассортимент
Маргарины, состав и строение которых приближены к характеристикам сливочного масла, в зависимости от назначения и состава подразделяют на:
- для непосредственного употребления;
- для промышленной переработки. 
Все они представляют собой пластифицированные эмульсии, состоящие из пищевых жиров и масел в водной или водно-молочной фазе. По консистенции выделяют твердые, мягкие и жидкие маргарины. По массовой доле жира маргарины подразделяют на высокожирные (82 %), пониженной жирности (70 %) и низкожирные (40—60 %). Кроме того, выпускаются жировые продукты с жирностью, близкой к 100 % для кондитерского и хлебопекарного производства и кулинарии.
Твёрдые (брусковые) столовые сорта маргарина изготавливаются из одного или нескольких видов жиров и/или их модификаций (гидрогенизация используется, но в небольшом объеме), и растительного масла. Предназначены для приготовления блюд и кондитерских изделий, а также для бутербродов. Маргарины, предназначенные непосредственно в пищу, обладают большей питательной ценностью за счёт содержания большего разнообразия исходных жиров: в них входят несколько видов саломасов, пальмоядровое или кокосовое масло, переэтерифицированные жиры. Шоколадный маргарин представляет собой бутербродный маргарин, содержащий повышенное количество сахара и какао-порошок, он используется для выработки кондитерских изделий и для бутербродов.
Разновидность маргаринов — спреды — это мелкодисперсная эмульсия обратного типа, «вода в масле», по органолептическим показателям напоминают сливочное масло. У них пластичная консистенция, они не затвердевают и легко намазываются, а также обладают высокой пищевой ценностью за счёт включения в них многокомпонентных жиров с большой долей растительного масла и высоким содержанием линолевой кислоты. Используются как бутербродный продукт.
Высококонцентрированные маргарины целевого назначения выпускаются в жидкой форме. Состав зависит от назначения жира — хлебопекарное, для приготовления мучных кондитерских изделий и др. Жидкие маргарины сохраняют эмульсионные свойства только в течение 48 часов с момента производства и должны быть использованы немедленно.

#### Типы (марки) маргарина
Российским законодательством в области стандартизации предусмотрены основные марки маргаринов:
МТ — маргарин твёрдый для использования в пищевой промышленности.
МТС — маргарин для слоения, с помощью которого вырабатывается ассортимент слоёных хлебобулочных изделий.
МТК — маргарин для кремов, суфле и мучных кондитерских изделий.
ММ — маргарин мягкий для употребления в пищу.
МЖК и МЖП — жидкие маргарины для хлебопекарной промышленности и жарки во фритюре.

## Влияние на здоровье
До 1990-х годов влияние на здоровье человека гидрогенизированных жиров было мало изучено, несмотря на промышленные масштабы их производства. В конце XX века появились исследования, связывающие риск развития сердечно-сосудистых заболеваний — в том числе ишемической болезни сердца, инфарктов и инсультов — с избытком в рационе транс-изомеров жирных кислот, являющихся побочным продуктом технологического процесса гидрогенизации — основного на тот момент способа производства маргаринов.
По оценкам Всемирной организации здравоохранения, избыток транс-изомеров в рационе в 2018 году забрал 520 тыс. жизней по всему миру. Специалистами ВОЗ доказано, что злоупотребление гидрогенизированными маслами (трансжирами) на 21 % повышает опасность развития сердечно-сосудистых заболеваний и на 28 % — риск смерти. В связи с этим ВОЗ призывал к 2023 году полностью изъять трансжиры из промышленного производства.
В России в 2018 году было законодательно ограничено допустимое количество трансжиров в продуктах — не более 2 % от общего содержания жира.
Маргарины, сделанные из натуральных растительных масел, содержат ненасыщенные жирные кислоты, которые снижают уровень холестерина и являются профилактикой ожирения, инсультов и сердечно-сосудистых заболеваний. Чем мягче маргарин в холодильнике, тем больше в нём ненасыщенных жиров.
Во многих странах мягкие маргарины включены ведомственными министерствами в официальные руководства по здоровому питанию. Среди стран, советующих включать спреды и маргарин в рацион вместо животных жиров — Финляндия, Германия, Канада, Швейцария, Норвегия.
Для профилактики атеросклероза рекомендуется использовать в пищу только мягкий маргарин, с низким содержанием насыщенного жира и низким содержанием транс-изомеров ЖК (менее 1 %). Замена сливочного масла на мягкий маргарин снижает риск ишемической болезни сердца на 10 %.